# Callias le Prodigue
Pour les articles homonymes, voir Callias (homonymie).
Callias (en grec ancien Καλλίας / Kallías) est un homme politique du début du IVe siècle av. J.-C. Originaire du dème d’Alopèce, il est membre des Céryces, proxène ; sa sœur Hipparété a épousé Alcibiade. 

## Notice historique
Fils d’Hipponicos III, il occupe des fonctions militaires au cours de la guerre de Corinthe, et est trois fois ambassadeur à Sparte pour Athènes. Il fut le chef des hoplites athéniens, stratège lors de la victoire d’Iphicrate à Corinthe (en -391/-390). Riche et notable, le pseudo-Xénophon écrit qu'il est propriétaire de 600 esclaves et d’une banque ainsi que de plusieurs biens immobiliers, membre de l’une des plus riches familles de la Grèce antique, c'est dans sa  maison qu’ont lieu les dialogues du Banquet de Xénophon et du Protagoras de Platon, des Flatteurs d’Eupolis, de l’Aspasie et du Callias d’Eschine de Sphettos. Le banquet de Xénophon évoque sa passion pour célébrer la victoire d'Autolycos, fils de son ami Lycon. Il est parfois surnommé Callias III pour le distinguer de ses ancêtres.